# Roland Sublon
Roland Sublon, nascido em 1934, em Villé, e falecido em 2023, em Estrasburgo, foi um psicanalista, doutor em medicina e teologia católica e um padre católico e francês. Ele foi um professor de ética e teologia moral no Marc-Bloch Universidade de Estrasburgo e professor emérito de teologia na faculdade de teologia católica de Estrasburgo, da qual foi reitor em 1985.

## Biografia
Roland Sublon começou seus estudos de medicina em 1950. Doutor em medicina, ele ensinou anatomia na Faculdade de medicina de Estrasburgo, como a cabeça do trabalho titular.
Durante a guerra da Argélia, ele ocupou o cargo de "Reanimador nas forças armadas" em uma equipe cirúrgica.
Ele ingressou no Instituto Católico de Paris, onde começou a estudar teologia. Ele foi ordenado sacerdote em 7 de outubro de 1967 por Dom Léon-Arthur Elchinger no Collège Saint-Étienne, em Estrasburgo. Iin 1968, foi nomeado assistente em teologia moral na Faculdade de teologia católica de Estrasburgo , e tornou-se diretor de o grande seminário. Compromete-se a uma análise didática com Moustapha Safouan , e torna-se um analista.
Roland Sublon foi um membro da escola Freudiana de Paris, até a sua dissolução.

## Publicações
Lista não-exaustiva
- Pregação no vale: 52 homilias, Golias, 2013 ISBN 978-2354721947.
- Você verifica a escrita? Elas testemunham de mim, Lendo seguido do evangelho segundo s. João. Coleção " Teologias ", Editions du Cerf, Paris, 2007 ISBN 978-2-204-08342-3
- A ética, ou a pergunta do tópico, Edições do Pórtico, Estrasburgo, 2004 ISBN 2-9516373-2-2
- Amor surpreendente – o tema da teologiada Coleção " Teologia ", Editions du Cerf, Paris, 2000 ISBN 2-204-06405-X
- A Letra ou o Espírito - Uma leitura da psicanálise da teologiada Coleção " Teologia ", Editions du Cerf, Paris, 1993 ISBN 2-204-04697-3
- Voz e aparênciada Coleção " Palavra ", Editions du Cerf, Paris, 1990 ISBN 2-204-04174-2
- A base ética da psicanálise, Fac edições, Paris, 1983 ISBN 2-903422-16-8
- A Hora da morte. Sabe, word, desejo, na Coleção " os Homens e a Igreja ", CERDIC, Estrasburgo, 1975 ISBN 978-2850970047

### Em colaboração
- "A reabilitação dos reclusos ", Jornal da ética e da teologia moral nenhuma. 197. Editions du Cerf, Paris, 1996 ISBN 2-204-04174-2

## Homenagem
- René Heyer (ed.),  Tópicos para acreditar. Questões da teologia e da psicanálise, e uma Homenagem a Roland Sublon, Estrasburgo, Presses universitaires de Estrasburgo, 2003 ISBN 2-86820-223-3.